# 강동수 (작가)
강동수(1961년~ )는 대한민국의 소설가이자 신문기자이다. 

## 생애
1961년 경남 마산에서 태어났다. 서울대학교 사범대학 독어교육과를 졸업했다. 1994년 세계일보 신춘문예 단편소설 부문에 당선되면서 등단했다. 2018년 현재 국제신문 논설위원으로 재직 중이다.

## 수상
- 2009년 제5회 교산허균문학상[2]
- 2010년 제18회 오영수문학상[2]
- 2012년 제29회 요산김정한문학상
- 제20회 봉생문화상 문학부문[3]

## 저서

### 소설집
- 《언더 더 씨》(2018)
- 《금발의 제니》(2011)
- 《몽유시인을 위한 변명》(1997)

### 장편소설
- 《검은 땅에 빛나는》(2016)
- 《제국익문사》 전 2권(2010)

### 산문집
- 《가납사니의 따따부따》